# Гроувър Кливланд
Стивън Гроувър Кливланд (на английски: Stephen Grover Cleveland) е американски политик, 22-ри и 24-ти президент на САЩ.
Той е един от двамата президенти (заедно с Доналд Тръмп), заемал поста в два непоследователни мандата, както и единственият президент от Демократическата партия в периода от Гражданската война до избора на Удроу Уилсън през 1912 г.
Кливланд е запомнен като един от малкото изключително честни и всеотдайни политици. От друга страна е имал ограничена визия и е бил погребан от икономическите проблеми на страната. Възгледът му, че основната функция на президента е да ограничава прекомерната активност на законодателната власт, го прави силно популярен през неговия първи мандат. По време на втория му мандат тази позиция обръща общественото мнение срещу него, тъй като той отказва активната намеса на правителството в най-тежката икономическа криза в дотогавашната история на САЩ.

## Биография
Кливланд е роден в Колдуел, Ню Джърси в семейството на преподобния Ричърд Кливланд и Ан Нийл, той е едно от общо девет деца. Неговият баща е презвитериански свещеник. Той израства в северната част на щата Ню Йорк. Като адвокат в Бъфало той става известен с това, че при поемане на каквато и да било задача той и отдава цялото си внимание. Кливланд е избран за шериф в Ъри Каунит. Ню Йорк през 1870 г. и докато е на този пост обесва поне двама души, обвинени в престъпления. Политическите му опоненти след това използват този факт, като го наричат „Палача от Бъфало“. Самият Кливланд е казвал, че като шериф е преценил, че трябва да поеме лично отговорността за извършване на екзекуциите, а не да я прехвърля на свои подчинени.
На 44 години спечелва политическа популярност, която три години по-късно го отвежда в Белия дом. С програмата на реформатор, той е избран за кмет на Бъфало през 1881 г. под лозунга „Обществената служба е обществено доверие“. По-късно е избран за губернатор на Ню Йорк, където работи в тясно сътрудничество с младия Теодор Рузвелт, който по това време е лидер на реформистки настроените републиканци в парламента на Ню Йорк. Рузвелт се възхищава от неотстъпчивата натура на Кливланд.

## Президентство
Кливланд печели президентския пост с подкрепата както на демократите, така и на републиканците реформатори („Независимите“), които не харесват идеите на неговия опонент Джеймс Блайн от Мейн. Кампанията е една от най-яростните и негативните дотогава. Републиканците твърдят, че Кливланд е баща на незаконородено дете още по времето когато е бил губернатор на Ню Йорк. Въпреки че той никога нито е признал, нито е отрекъл слуха, знае се, че е плащал издръжка на Мария Халпин, която е твърдяла, че той е баща на детето, наречено Оскар Фолсъм Кливланд. През 1874 г. Халпин се е виждала с няколко други мъже, а Кливланд се е чувствал отговорен, понеже е бил единственият ерген сред тях.
Ергенът Кливланд отначало не е могъл да свикне с обичаите на Белия дом, той пише на свои приятел: „Трябва да вечерям, но това, което искам да хапна, е маринована херинга, швейцарско сирене и пържола при Луис, отколкото тези френски неща, които ще намеря.“
През юни 1886 г. Кливланд се жени за 21-годишната Франсис Фолсъм. Той е вторият президент, който се жени по време на мандат (след Джон Тейлър) и единственият, който прави това в самия Бял дом. Франсис Кливланд е най-младата първа дама в историята. Някои от по-жълтите вестници подчертават разликата във възрастта между двамата: Кливланд е настойник на момичето, откакто тя навършва 11-годишна възраст (Франси Фолсъм израства като му казва “Чичо Стив“) и се твърди, че купува за нея на родителите ѝ детска количка. За изборите през 1888 г. републиканците разпространяват слуха, че я бие.
Самият Кливланд признава, че най-големите постижения на президентството му са, че е блокирал лошите идеи на другите. Той методично прокарва политика, която да не позволява преференциалното икономическо третиране на определени обществени групи. Когато налага вето на закон, който предвижда по 10000 долара за фермерите, отглеждащи пшеница в сполетения от суша Тексас, той пише: “Федералната помощ в подобни случаи насърчава очакванията за грижи от страна на правителството и отслабва решителността на нашия национален характер …“. Освен това налага вето на стотици закони за отпускането на пенсии на ветераните от Американската гражданска война, когато се доказва, че те са действали с измама за получаването им. Когато под натиска на републиканците Конгресът приема закон за даване на пенсии на лица с недъзи, които не са във военните действия, Кливланд налага вето и на него. Той използва силата на ветото повече от всеки друг президент.
Разгневява железопътните компании, когато нарежда разследване за начина на използване на предоставените от правителство земи на запад за строеж на линиите, като ги принуждава да върнат 328 000 кв. км. Подписва също и един от най-важните закони за икономическото развитие на страната – Законът за търговията между щатите, който освен всичко друго е и първият опит за налагане на федерален контрол върху железниците.
През 1887 г. иска от Конгреса да намали твърде високите протекционистични мита. Когато му казват, че по този начин дава на републиканците материал за тяхната кампания през 1888 г., той отвръща: “Какъв е смисълът да бъдеш избиран и преизбиран, ако не отстояваш принципите си.“ Известно е противостоенето му със Сената и дори се разказва следният анекдот по този повод: “Късно нощем първата дама и той са си вкъщи и тя му шепне: „Събуди се Гроувър, мисля, че има крадец в къщата (The House)“. Кливланд в просъница промърморва: „Не, не. Може би е в Сената, но не и в къщата.“
Кливланд е победен в изборите през 1888 г., при все че получава по-големия процент от популярния вот спрямо републиканския му опонент Бенджамин Харисън, но получава по-малко електорални гласове и така губи изборите – както става със Самюел Тилдън през 1876 и с Ал Гор през 2000 г. Преди да напусне Белия дом, Франсис Кливланд казва на прислужниците: „Искам добре да се грижите за обзавеждането и орнаментите на Белия дом, защото трябва да намеря всичко така, както съм го оставил, като се върна след 4 години.“
Нейните думи се сбъдват. Основните въпроси по време на кампанията на Кливланд през 1892 г. са намалението на митата и спирането на свободното добиване на сребро, което така подкопава златния резерв на хазната. Кливланд е избран отново през 1892 г. и така става единственият човек, който е бил президент в два непоследователни мандата. Веднъж върнал се в офиса, Кливланд се сблъска с остра икономическа депресия. Той се заема с проблемите хазната без да обърне достатъчно внимание на фалирането на предприятия, затварянето на ферми заради ипотеки, безработицата. Критиците го обвиняват, че е без чувства и без сърце, но Кливланд смята, че националните финанси трябва да са в добро състояние и като доказателство депресията спира и финансовата ситуация е стабилизирана по времето, когато напуска поста.
Той е твърд противник на стачките, организирани от профсъюзите, който затрудняват търговията между щатите и дейността на правителството. Когато стачниците от железниците в Чикаго, Илинойс нарушават съдебна заповед, Кливланд изпраща федерални части, за да съблюдават за спазването ѝ. “Ако трябва да се ползва цялата армия и флота на страната, за да изпратя картичка до Чикаго, аз ще ги ползвам“. Трябва да се посочи, че всички президенти до 1932 г. включително и Теодор Рузвелт използват съдебни забрани срещу стачниците.
При спазването на Доктрината Монро Кливланд принуждава Великобритания да приеме арбитраж по повод оспорвани граници във Венецуела. Неговата администрация се заема да модернизира флота, което се оказва навременно с оглед Мексикано–американската война от 1898 г. – една година след като напуска офиса.
През 1893 г. Кливланд назначава за специален пратеник за Хавай конгресмена Джеймс Блоунт, който трябва да разследва неразрешеното навлизане на американската морска пехота в Кралство Хавай, което е в резултат на фалшива революция, имаща за цел да свали краля и която е организирана от собствениците на тръстикови плантации и американски бизнесмен. На 18 декември 1893 г. Кливланд произнася реч пред Конгреса относно разкритията на Блоунт, в която казва, че инвазията е „акт на война, в който са замесени дипломатически представители и който няма одобрението на Конгреса“. Войските на САЩ напускат острова и договорът за анексиране на Хавай е изтеглен от Сената.
Веднага след започването на втория му мандат през 1893 г. доктор О’Райли възпалено петно не по-голямо от един инч на лигавицата на твърдото небце на президента. Взетите намазки от мястото доказват, че образуванието е злокачествено. По време на финансовата нестабилност в страната Кливланд решава да се подложи на тайна хирургическа операция, за да се избегне паника на пазарите. Операцията е извършена на 1 юли, за да може да има повече време до предвидената на 7 август реч пред Конгреса. Под предлог, че е на почивка, Кливланд, придружен от главния хирург Джоузеф Браянт, заминава за Ню Йорк. Браянт заедно със своите асистенти се подготвя за операция на яхтата Онайда. Операцията е извършена през устата, за да се избегнат каквито и да било белези или следи за оперативна интервенция. Големината на тумора и размера на операцията оставят устата на Кливланд обезобразена. При друга операция лекар ортодонт слага гумени протези, които възвръщат нормалния говор и закриват белезите. Разбира се, не се постига пълна секретност и историята, която се предлага на подозрителната преса е за ваденето на 2 развалени зъба. Едва през 1917 г. един от хирурзите разкрива пълните детайли на операцията.
Кливланд решава да не се кандидатира за номинацията на демократите през 1896 г., но е разочарован, когато партията му издига за претендент за президентския пост Уилям Брайан. След напускането на Белия дом той се оттегля и живее в Принстън, Ню Джърси. За определено време участва в настойническия съвет на Принстънския университет, което му дава възможност да контактува с Удроу Уилсън, единствения друг демократ избран за президент през периода от 1860 до 1932 г. През 1904 г., някои по-консервативни и ориентирани към бизнеса демократи поставят идеята за номиниране за президент на Кливланд, като опозиция на прогресивния републикански президент Теодор Рузвелт. Кливланд отказва да влезе отново в политиката и умира от инфаркт 1908 година.
Портретът на Кливланд стои върху банкнотата от 1000 долара в емисиите от 1928 до 1946 г.